# Cantón de Marchenoir
El cantón de Marchenoir era una división administrativa francesa, que estaba situada en el departamento de Loir y Cher y la región de Centro-Valle de Loira.

## Composición
El cantón estaba formado por dieciocho comunas:
- Autainville
- Beauvilliers
- Boisseau
- Briou
- Conan
- Concriers
- Josnes
- La Madeleine-Villefrouin
- Lorges
- Marchenoir
- Oucques
- Le Plessis-l'Échelle
- Roches
- Saint-Laurent-des-Bois
- Saint-Léonard-en-Beauce
- Séris
- Talcy
- Villeneuve-Frouville

## Supresión del cantón de Marchenoir
En aplicación del Decreto nº 2014-213 de 21 de febrero de 2014, el cantón de Marchenoir fue suprimido el 22 de marzo de 2015 y sus 18 comunas pasaron a formar parte del nuevo cantón de La Beauce.